# John Howard Davies
John Howard Davies (9 de marzo de 1939-22 de agosto de 2011) fue un director y productor televisivo, amén de antiguo actor infantil, de nacionalidad británica.

## Biografía
Nacido en el distrito londinense de Paddington, era hijo del guionista Jack Davies. En sus trabajos como actor infantil se incluye el papel del título, llevado a cabo a los nueve años de edad, en la producción de David Lean Oliver Twist (1948), tras la cual hizo The Rocking Horse Winner (1949), Tom Brown's Schooldays (1951) y unos pocos episodios de la serie televisiva The Adventures of William Tell (1958).
Tras estudiar en el Haileybury and Imperial Service College, completó su educación en Grenoble, cumpliendo su servicio militar en la Royal Navy. Tras ello, empezó a trabajar en la City de Londres, y después, como vendedor, viajó por el mundo, llegando finalmente a Melbourne, Australia, ciudad en la que volvió a actuar, conociendo a su primera esposa, Leonie, con la cual intervino en la obra teatral The Sound of Music. De nuevo en el Reino Unido, intentó dedicarse al comercio petrolífero en Wembley.
Sin embargo, es más conocido por su carrera como director y productor de varias sitcoms británicas de éxito. Davies llegó a ser ayudante de producción de la BBC en 1966, ascendiendo a productor en 1968. En ese período Davies trabajaba en programas de sketches como The World of Beachcomber (1968) y en los primeros episodios de Monty Python's Flying Circus (1969) y The Goodies (1970-72). También produjo para All Gas and Gaiters (1969-70) y para la serie de 1972 Steptoe and Son.
En 1973 dejó brevemente la BBC para ser director general de EMI Television Productions, pero pronto volvió a la corporación, llegando en esa época Fawlty Towers (1975). Los guionistas tenían en mente a una actriz para el papel de Sybil pero, al no interesarle el trabajo, Davies tuvo la idea de contratar a Prunella Scales. John Cleese explicaba que, aunque ella hacía algo diferente a lo previamente escrito, el resultado fue superior a lo esperado. Davies también fue el productor de las cuatro temporadas de The Good Life (1975-78). 
Desde 1977 a 1982 fue Jefe de Comedia de la BBC, y después encargado del entretenimiento, todo ello antes de pasar a Thames Television en 1985. Thames era entonces una contratista de Independent Television (ITV), siendo Davies su jefe de entretenimiento a partir de 1988. En este último cargo fue citado por la prensa como el hombre que despidió al humorista Benny Hill cuando la compañía decidió no renovar su contrato tras una relación profesional de 20 años. 
En este período trabajó en los shows No Job for a Lady (1990-92) y Mr. Bean (1990), volviendo a la BBC a finales de la década de 1990.
John Howard Davies falleció a causa de un cáncer en 2011 en su casa en Blewbury, Inglaterra, acompañado de su tercera esposa, Linda, con la que se había casado en 2005, y sus hijos William y Georgina.